# 4-Metil-1-pentanol
A 4-metil-1-pentanol (más néven izohexil-alkohol) szerves vegyület, hat szénatomos alkohol. Előfordul a longan gyümölcsben.

## Fordítás
Ez a szócikk részben vagy egészben  a(z)   4-Methyl-1-pentanol című angol Wikipédia-szócikk ezen változatának fordításán alapul.  Az eredeti cikk szerkesztőit annak laptörténete sorolja fel. Ez a jelzés csupán a megfogalmazás eredetét és a szerzői jogokat jelzi, nem szolgál a cikkben szereplő információk forrásmegjelöléseként.